# Trofeu Alfredo Binda-Comune di Cittiglio de 2025
El Trofeu Alfredo Binda-Comune di Cittiglio de 2025 fou la 49a edició del Trofeu Alfredo Binda-Comune di Cittiglio, la cursa ciclista femenina de carretera amb més edicions celebrades. Disputada el 16 de març de 2025 al llarg de 152 quilòmetres entre Luino i Cittiglio (Itàlia), fou la sisena cursa de l'UCI Women's World Tour de 2025.
L'italiana Elisa Balsamo (Lidl-Trek) va aconseguir la seva tercera victòria a la prova, revalidant el triomf aconseguit l'any anterior. La van acompanyar al podi l'hongaresa Blanka Vas (SD Worx-Protime) i la britànica Cat Ferguson (Movistar Team).

## Equips
| UCI Women's WorldTeams (15)- Lidl-Trek - UAE Team ADQ - FDJ-Suez - Team SD Worx-Protime - Canyon//SRAM zondacrypto - Team Visma \| Lease a Bike - AG Insurance-Soudal Team - Ceratizit Pro Cycling Team - Fenix-Deceuninck - Human Powered Health - Liv AlUla Jayco - Movistar Team - Roland - Team Picnic PostNL - Uno-X Mobility UCI Women's ProTeams (3)- Cofidis Women Team - EF Education-Oatly - Laboral Kutxa-Fundación Euskadi UCI Women's continental teams (6)- Aromitalia 3T Vaiano - Bepink-Imatra-Bongioanni - BTC City Ljubljana Zhiraf Ambedo - Isolmant-Premac-Vittoria - Team Mendelspeck E-Work - Top Girls Fassa Bortolo |
| |

## Classificació
| \| Classificació general \| Classificació general \| Classificació general \| Classificació general \| Classificació general \| \| Ciclista \| Ciclista \| Equip \| Temps \| \| \| --------------------- \| --------------------- \| -------------------------- \| --------------------- \| --------------------- \| \| 1r \| Elisa Balsamo \| Lidl-Trek \| 4h 00' 19" \| \| \| 2n \| Blanka Vas \| SD Worx-Protime \| + 0" \| \| \| 3r \| Cat Ferguson \| Movistar Team \| + 0" \| \| \| 4t \| Marianne Vos \| Team Visma \\| Lease a Bike \| + 0" \| \| \| 5è \| Letizia Paternoster \| Liv AlUla Jayco \| + 0" \| \| \| 6è \| Noemi Rüegg \| EF Education-Oatly \| + 0" \| \| \| 7è \| Puck Pieterse \| Fenix-Deceuninck \| + 0" \| \| \| 8è \| Monica Trinca Colonel \| Liv AlUla Jayco \| + 0" \| \| \| 9è \| Kimberley Le Court \| AG Insurance-Soudal Team \| + 0" \| \| \| 10è \| Elisa Longo Borghini \| UAE Team ADQ \| + 0" \| \| |                       |                            |            |
| |                       |                            |            |
| Font: ProCyclingStats |                       |                            |            |
| Classificació general |                       |                            |            |
| Ciclista | Ciclista              | Equip                      | Temps      |
| 1r | Elisa Balsamo         | Lidl-Trek                  | 4h 00' 19" |
| 2n | Blanka Vas            | SD Worx-Protime            | + 0"       |
| 3r | Cat Ferguson          | Movistar Team              | + 0"       |
| 4t | Marianne Vos          | Team Visma \| Lease a Bike | + 0"       |
| 5è | Letizia Paternoster   | Liv AlUla Jayco            | + 0"       |
| 6è | Noemi Rüegg           | EF Education-Oatly         | + 0"       |
| 7è | Puck Pieterse         | Fenix-Deceuninck           | + 0"       |
| 8è | Monica Trinca Colonel | Liv AlUla Jayco            | + 0"       |
| 9è | Kimberley Le Court    | AG Insurance-Soudal Team   | + 0"       |
| 10è | Elisa Longo Borghini  | UAE Team ADQ               | + 0"       |